# Civic Theatre

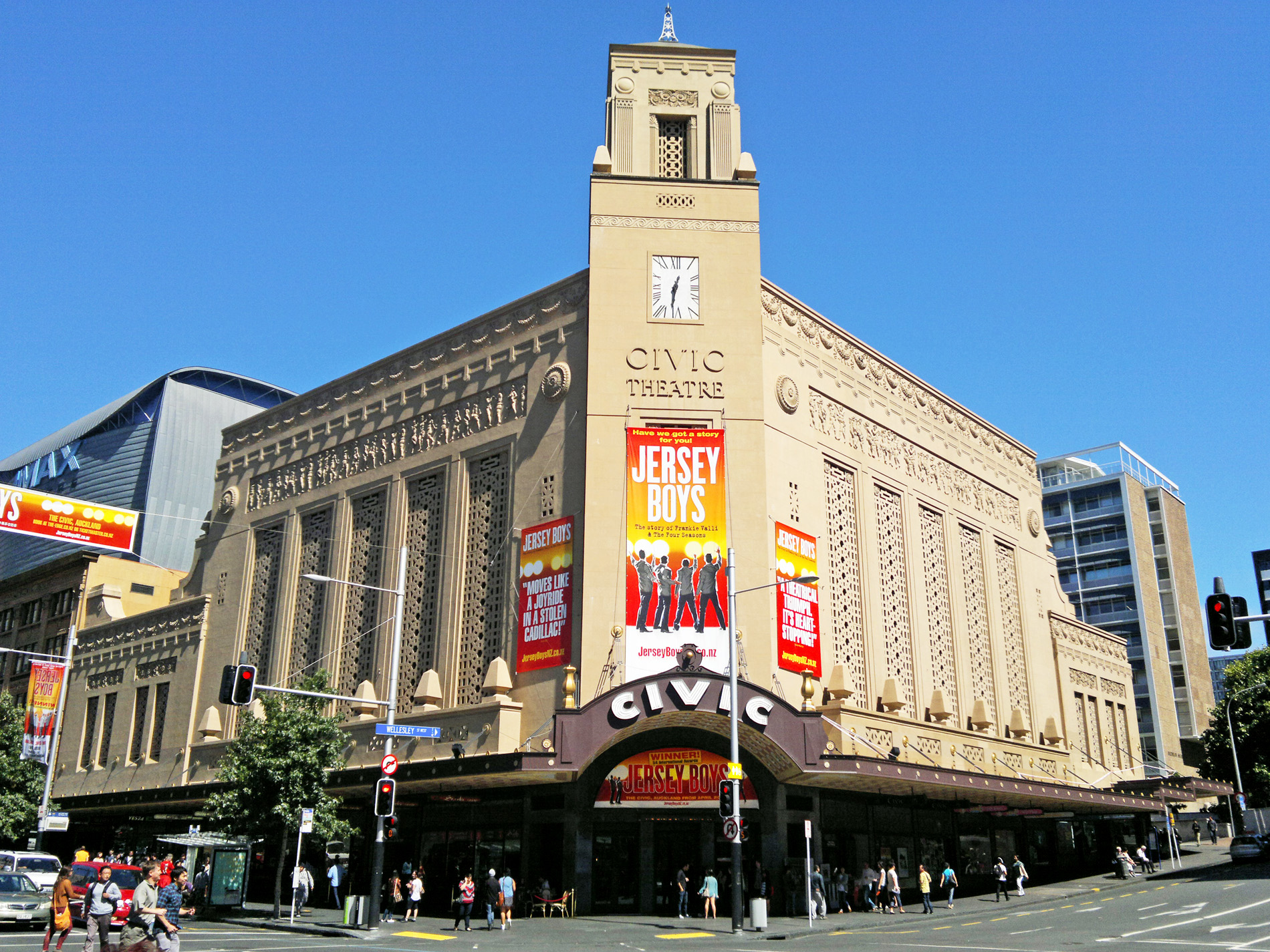
Civic Theatre

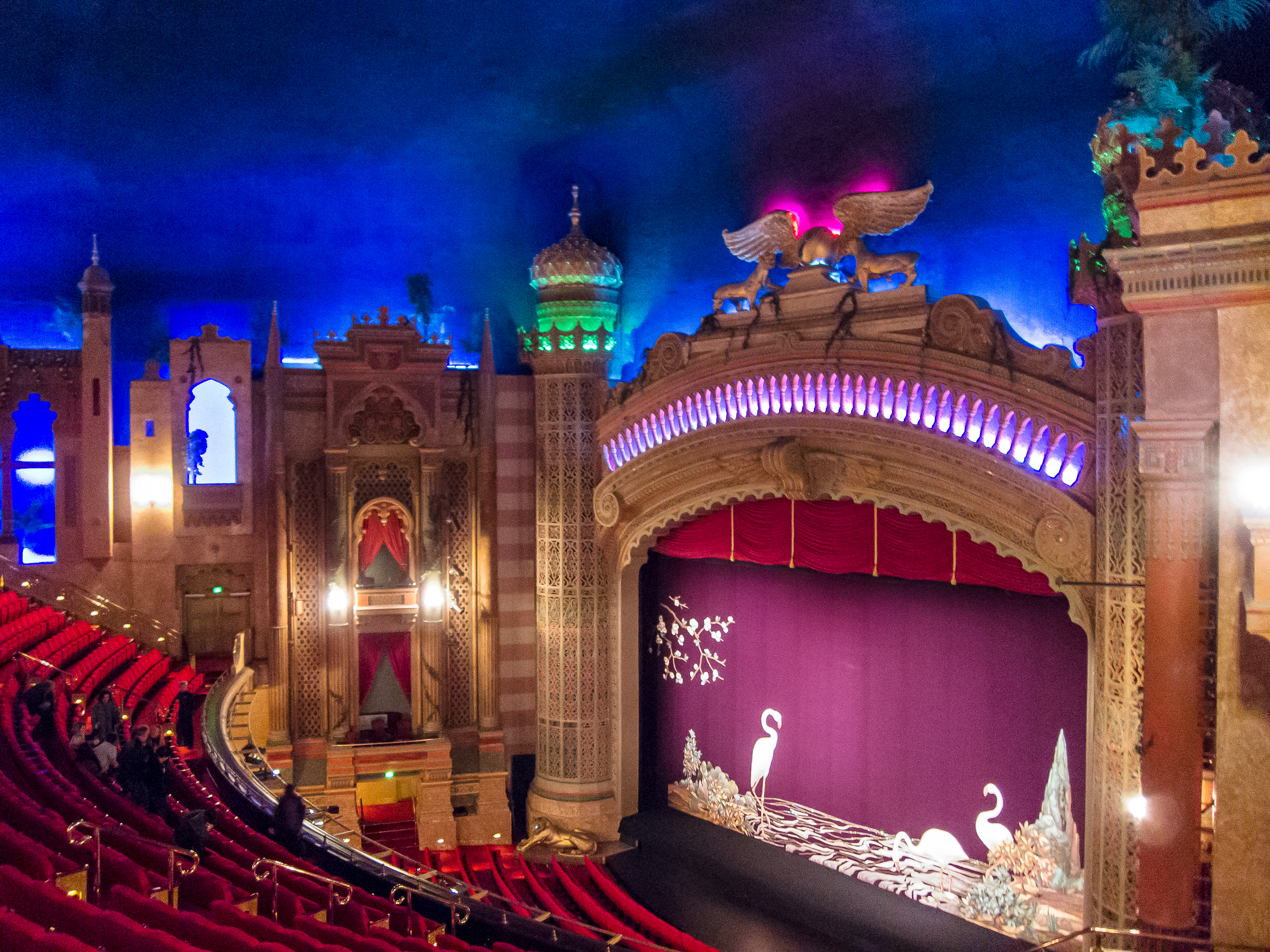
De zaal

Het Civic Theatre is een theater en bioscoop in de Nieuw-Zeelandse stad Auckland. Het werd gebouwd in de stijl van de Moorse revivalarchitectuur en geopend op 20 december 1929. De zaal, die plaats biedt aan 2.378 toeschouwers, is zo ingericht zodat het voor het publiek lijkt alsof ze 's avonds in de open lucht zitten in een moorse tuin. Inclusief sterrenhemel en aan weerszijden van het scherm een minaret. De foyer is ingericht met Indiase en Zuidoost-Aziatische elementen. Het gebouw werd intensief gerenoveerd in de periode 1998-1999 om te heropenen op 20 december 1999, op de zeventigste verjaardag.